# محمد نور الدين بريون
محمد نور الدين بريون هو أحد روّاد الثقافة والنشر والتربية في ليبيا. بدأت أعماله مع تأسيسه لرابطة المعلمين، وفي عام 1970 أُختير أمينًا عاما للمؤتمر الأول  للأدباء الليبيين، وهو مؤسس مكتبة النجاح - وهي أكبر مكتبة ليبية في حينها، وقامت السلطات الليبية في السبعينيات بإغلاقها -، توفي عام 2012.

## انظرأيضًا
- فوزية محمد بريون
- محمد بشير الفرجاني